# Майерс, Руби
Сулочана (хинди सुलोचना) или Руби Майер (англ. Ruby Mayer), настоящее имя Руби Майерс (1907—1983); в титрах различных фильмов встречается также как Руби, Руби Сулочана, Сулочана Деви, Сулочана-старшая — индийская актриса, наиболее известная как одна из ранних женщин-звёзд индийского немого кино. Лауреат высшей кинематографической награды Индии — премии имени Дадасахеба Фальке.

## Биография и карьера
Родилась в 1907 году в Пуне (ныне в индийском штате Махараштра). Как и ряд других актрис раннего периода индийского кино, Руби Майерс была «некоренного происхождения». По поводу её собственных корней существует несколько версий, включая «англо-индийскую» и «евразийскую», однако большинство источников сходятся на её происхождении из общины багдадских евреев.
В юности работала телефонисткой, прежде чем получила предложение актёрской карьеры от режиссёра и продюсера киностудии Kohinoor Film Company Мохана Даярама Бхавнани. Несмотря на интерес к предложению, девушка в течение долгого времени отказывалась из-за распространённых предубеждений о недостойности профессии актрисы для женщины. Однако упорство Бхавнани, в конце концов, увенчалось успехом. В 1925 году она дебютировала в его фильме Veer Bala. В этом же году за ним последовал «Королева кино» (Cinema Ki Rani). Всего за год со своего дебюта она снялась в девяти фильмах и в дальнейшем по 1929 год снималась в 5-6 фильмах ежегодно. В 1926 году в фильме Bamto Bhoot она сыграла девушку по имени Сулочана, от которой и пошёл её наиболее известный экранный псевдоним. Ещё одним успешным фильмом стала также снятая уже на студии Imperial Films картина Wildcat of Bombay, в которой персонаж Сулочаны предстает в 8 различных образах, включая садовника, полицейского, светловолосую европейку, джентльмена из Хайдарабада, уличного мальчишку и пожилую продавщицу бананов.
Три романтических хита конца 1920-х Madhuri (1928), Anarkali (1928) и Indira B.A. (1929) вознесли её на пик славы немого кино. Немая лента Madhuri была столь популярна, что сцены из неё включались в начавшее сниматься вскоре звуковое кино, в частности, танец в исполнении Сулочаны был включен с наложенной музыкой в звуковую короткометражку, посвященную открытию Махатмой Ганди и другими национальными лидерами выставки народного ремесла кхади в рамках пропагандирования движения за независимость свадеши.
В 1931 году студия Imperial Films выпустила первый индийский звуковой фильм «Свет мира», что ознаменовало начало эры звукового кино и поставило под угрозу карьеру многих звёзд немого, так как теперь от актёров требовалось хорошо владеть хиндустани (в частности, урду). Потратив год, чтобы выучить язык, Сулочана с триумфом вернулась в новой, звуковой версии Madhuri (1932). За этим фильмом последовали звуковые ремейки и других её популярных фильмов — Indira M.A. (1934), Anarkali (1935) and Bombay ki Billi (1936).
В большинстве фильмов 1930-х годов в фильмах студии Imperial Руби снималась в паре с актёром Диншау Биллимориа (с которым у неё также была любовная связь), являя этим также первый в Индии пример постоянного «партнёрства звёзд». На пике карьеры она считалась первой красавицей индийского кино и «мечтой оператора», была самой высокооплачиваемой актрисой своего времени, получавшей сначала 2500, а позднее и 5000 рупий в месяц — больше, чем колониальный генерал-губернатор Бомбея. Помимо работы в качестве актрисы, в середине 1930-х Сулочана основала свою собственную киностудию Rubi Pics.
В конце 1930-х годов, однако, когда стала приходить в упадок студия Imperial, и произошёл её разрыв с Д. Биллимориа, пришла в упадок и её карьера. На сцену стали выходить новые, более молодые и профессиональные актрисы. Одним из последних её фильмов в главной роли на этой студии стал Wahri Duniya режиссёра Гунджала, с которым Руби также успела посотрудничать на своей студии в фильме Prem Ki Jyot (1939).
Сулочана стала принимать гораздо более скромные предложения, чем раньше, перейдя на роли второго плана (сыграв с начала 1940-х до конца жизни ещё почти в полусотне фильмов). В 1953 году она в третий раз сыграла в фильме под названием Anarkali, но уже во второстепенной роли матери главного героя принца Салима.
В 1974 году она была награждена Премией имени Дадасахеба Фальке, наивысшей наградой индийского кинематографа за пожизненные достижения, особенно в период 1925—1939 годов, названный оргкомитетом Национальной кинопремии «эрой Сулочаны в хинди-кинематографе».
К концу жизни, несмотря на отдельные заработки, Сулочана обеднела настолько, что ей приходилось обращаться к благотворительным фондам, чтобы оплачивать скромную квартиру в Бомбее. Она умерла почти одинокой в 1983 году в своей квартире.

## Избранная фильмография
- Veer Bala (1925)
- Cinema Queen (1926)
- Bamto Bhoot (1926)
- The Telephone Girl (1926)
- Typist Girl (1926)
- Wildcat of Bombay (1927)
- Balidan (1927)
- Madhuri (1928)
- Anarkali (1928)
- Heer Ranjah (1929)
- Indira BA (1929)
- Madhuri (1932)
- Сулочана (1933)
- Indira M.A. (1934)
- Anarkali (1935)
- Bombay ki Billi (1936)
- Prem Ki Jyot (1939)
- Anarkali (1953)
- Baaz (1953)
- Бумажные цветы (1959)
- Простофиля[англ.] (1959)
- Тадж-Махал[англ.] (1963)
- Реальность[англ.] (1964)
- Амрапали (1966)
- Ночь и день[англ.] (1967)
- Голубой лотос[англ.] (1968)
- Скромница[англ.] (1971)
- Джули (1975)
- Khatta Meetha (1978)
- Верные друзья[англ.] (1980)

## Дополнительные публикации и литература
- Miss Sulochana (англ.) // The Indian Review. — G.A. Natesan & Co, 1933. — Vol. 34. — P. 429.
- Erik Barnouw. Indian film. — Oxford University Press, 1980. — P. 108. — 327 p. — ISBN 9780195026825.
- Vinayak Purohit. Chandulal Shah // Arts of Transitional India, 20th Century. — Bombay: Popular Prakashan, 1988. — P. 993-994. — ISBN 978-0-86132-138-4.
- M. D. David. Bombay, the city of dreams: a history of the first city in India. — Bombay: Himalaya Publishing House, 1995. — P. 172. — 328 p. — ISBN 978-81-7493-128-3.
- Kishore Valicha. Dadamoni: the authorized biography of Ashok Kumar. — New Delhi: Viking, 1996. — P. 54. — 254 p. — ISBN 978-0-670-87271-8.
- Salim Arif. The Essence and Fabric // Encyclopaedia of Hindi Cinema / Edited by Gulazar, Govind Nihalani, Saibal Chatterjee. — New Delhi, Mumbai: Encyclopædia Britannica, Popular Prakashan, 2003. — P. 231. — 652 p. — ISBN 978-81-7991-066-5.
- B. K. Karanjia. Counting My Blessings. — New Delhi: Penguin Books India, 2005. — P. 101, 132. — ISBN 978-0-670-05849-5.
- D. P. Mishra. Sulochana (Ruby Myers) // Great masters of Indian cinema: the Dadasaheb Phalke Award winners. — India: Ministry of Information and Broadcasting, Publications Division, 2006. — P. 16-18. — 145 p. — ISBN 9788123013619.
- Priti Ramamurthy. All-Consuming Nationalism: The Indian Modern Girl in the 20s and 30s // The Modern Girl Around the World: Consumption, Modernity, and Globalization / Alys Eve Weinbaum, Lynn M. Thomas, Priti Ramamurthy, Uta G. Poiger, Madeleine Yue Dong, Tani E. Barlow. — Duke University Press, 2008. — 432 p.
- Neepa Majumdar. Spectatorial Desires and the Hierarhies of Stardom // Wanted Cultured Ladies Only!: Female Stardom and Cinema in India, 1930s-1950s. — University of Illinois Press, 2009. — P. 93-104. — 249 p. — ISBN 978-0-252-03432-9.
- The Sirens of the Silent Era: Sulochana (Ruby Myers, 1907—1983) (англ.). Hindustan Times. Дата обращения: 18 сентября 2014. Архивировано 8 октября 2012 года.